# Eudarcia lobata
Eudarcia lobata är en fjärilsart som beskrevs av Petersen och Reinhardt Gaedike 1979. Eudarcia lobata ingår i släktet Eudarcia och familjen äkta malar.
Artens utbredningsområde är Grekland. Inga underarter finns listade i Catalogue of Life.